# Triphleba microcephala
Triphleba microcephala är en tvåvingeart som först beskrevs av Friedrich Hermann Loew 1866.  Triphleba microcephala ingår i släktet Triphleba och familjen puckelflugor. Inga underarter finns listade i Catalogue of Life.